# リヒャルト・アベッグ
リヒャルト・ヴィルヘルム・ハインリッヒ・アベッグ（Richard Wilhelm Heinrich Abegg、1869年1月9日 - 1910年4月3日）は、ドイツの化学者で、原子価理論の開拓者である。プロイセン王国ダンツィヒ（現在のポーランド・グダニスク）出身。
元素の最大の正酸化数は+Nをとり、最小の負の酸化数は-(8-N)の値をとるということを提案した。これは、アベックの規則と呼ばれるようになった。
ガス気球愛好家でもあり、これがシュレジエンでの衝突事故によって41歳で死ぬ原因となった。ポンメルンのケスリーン（現在のポーランド・コシャリン）で死去。